# بالدونکییو
بالدونکییو (به اسپانیایی: Valdunquillo) یک شهرستان در اسپانیا است که در مدینا د ریسکو واقع شده‌است.

## خصوصیات
بالدونکییو ۳۰٫۸ کیلومترمربع مساحت و ۱۷۶ نفر جمعیت دارد و ۷۴۱ متر بالاتر از سطح دریا واقع شده‌است.